# 銀行
銀行是吸收公众存款、发放貸款、办理结算等業務的金融機構。绝大多数银行都实行部分准备金制度，它允许银行在向中央银行交存一定比例准备金后，将剩余部分资金用于发放贷款等业务，银行將存戶的錢拿來发放信用贷款與投資理財的同时，自然派生出新的經濟活動與金錢收益，一吸一吐使得其具备等於货币创造的能力，並透過支付轉移，向市場注入流動性的強心劑，打通國家經濟血脈的活絡，以維持現代社會機能的運作。
银行在金融体系中扮演着重要角色，对一国乃至全球金融稳定产生巨大影响，通常都被置于各国金融管理当局的严格监管之下。在满足不同国家或地区金融监管当局各具差异的监管规则之余，银行还普遍遵循基于巴塞尔协定的最低资本要求。

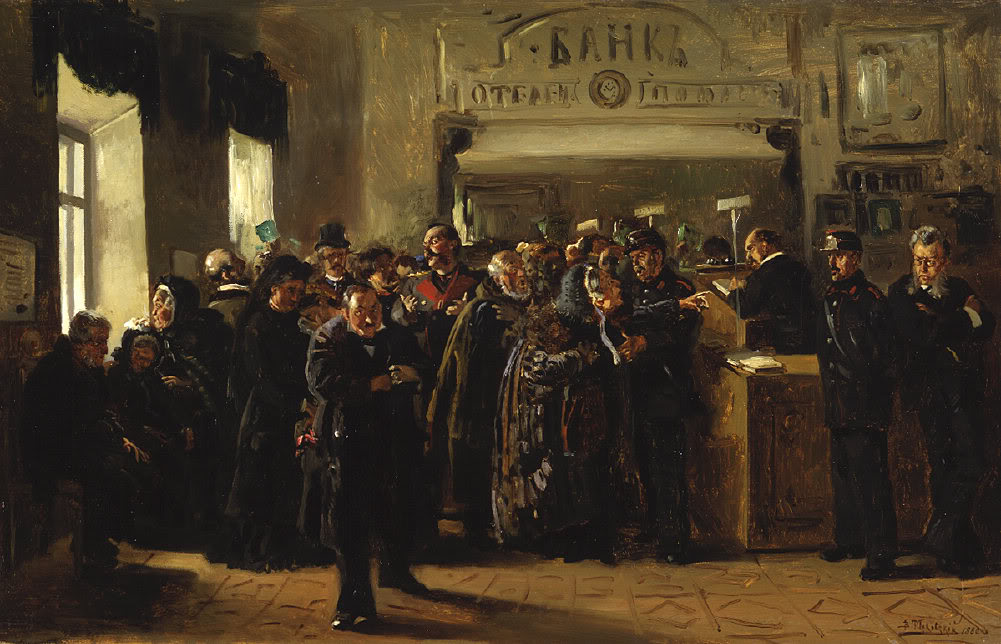
1880年描寫銀行的油畫

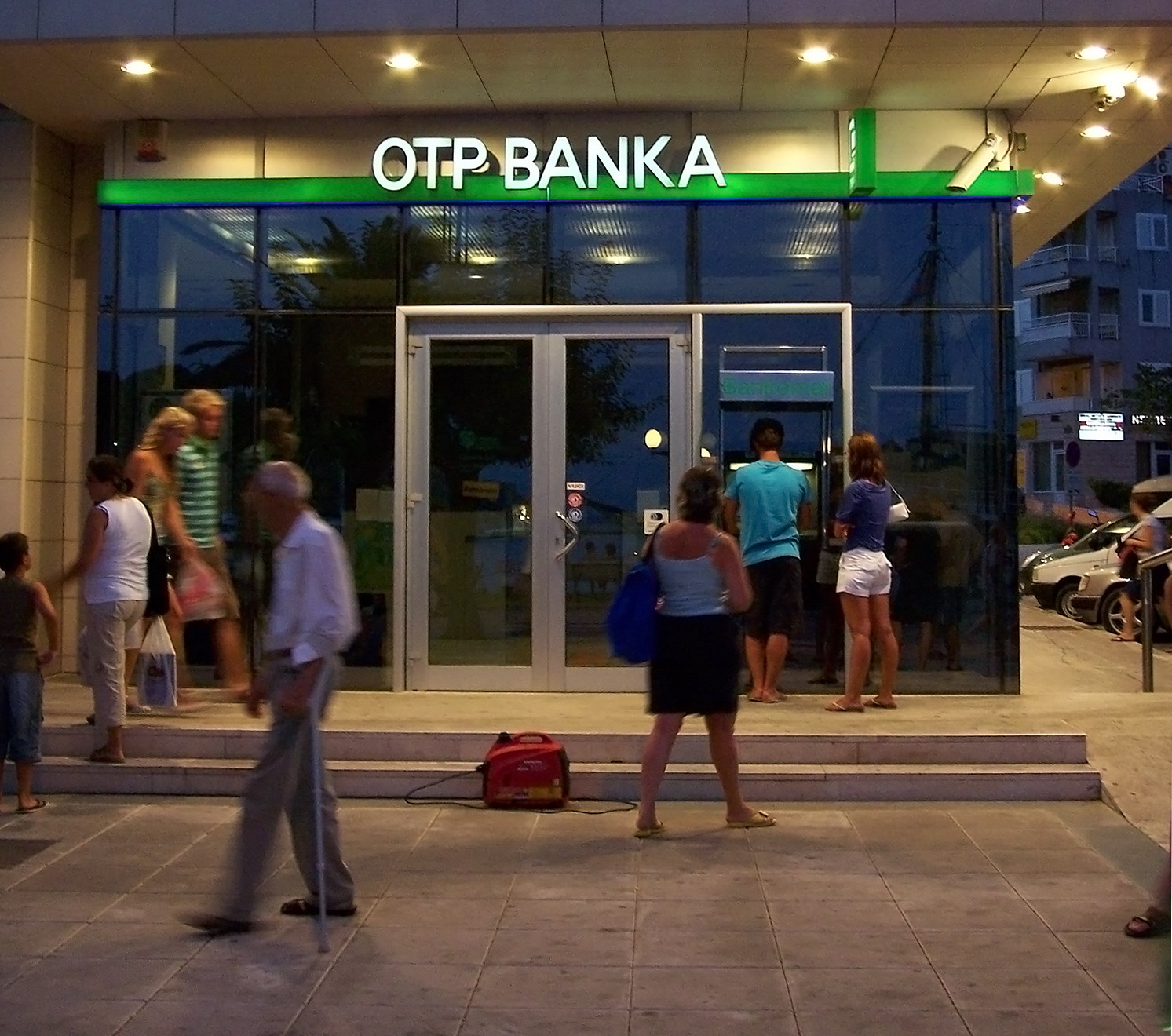
東歐的銀行

## 历史
在欧洲，最早的银行出现于13世纪義大利的威尼斯，而德国在汉堡、英国在伦敦也相继设立了银行。十八世纪末至十九世纪初，银行在欧洲得到了普遍发展，很多至今对社会具有很大影响力的银行都在此期间陆续创立成型，如英国滙豐控股、美國花旗集團、中國交通銀行等。
在宋朝時期中國出現了具有高利貸性質及無利息存款業務的錢莊與票號，第一家具有近代特徵的银行是上海中国通商银行，1897年（光绪二十三年）成立。在汉语“银行”一词当中，“银”往往代表的就是銀錢，而“行”则是对大商业机构的称谓。把办理与银钱有关的大金融机构称为银行，在中国最早见于太平天国洪仁玕所著的《资政新篇》。

## 運作模式

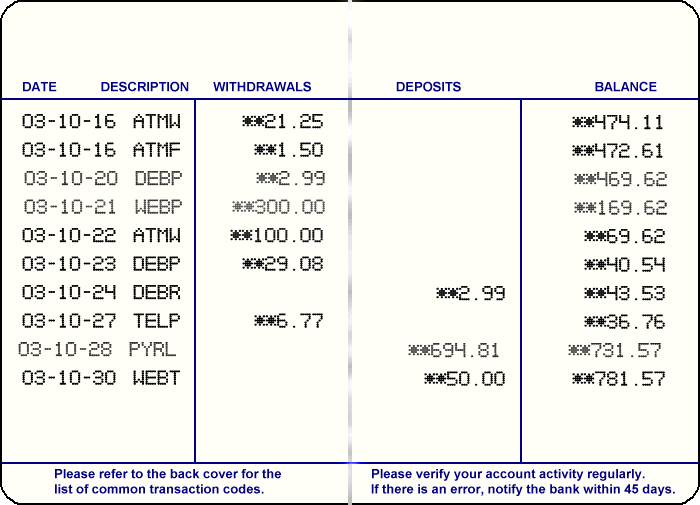
銀行存摺是傳統上開戶者一定會拿到的交易證明文件，但近年部分銀行不再提供存摺，只提供月結單

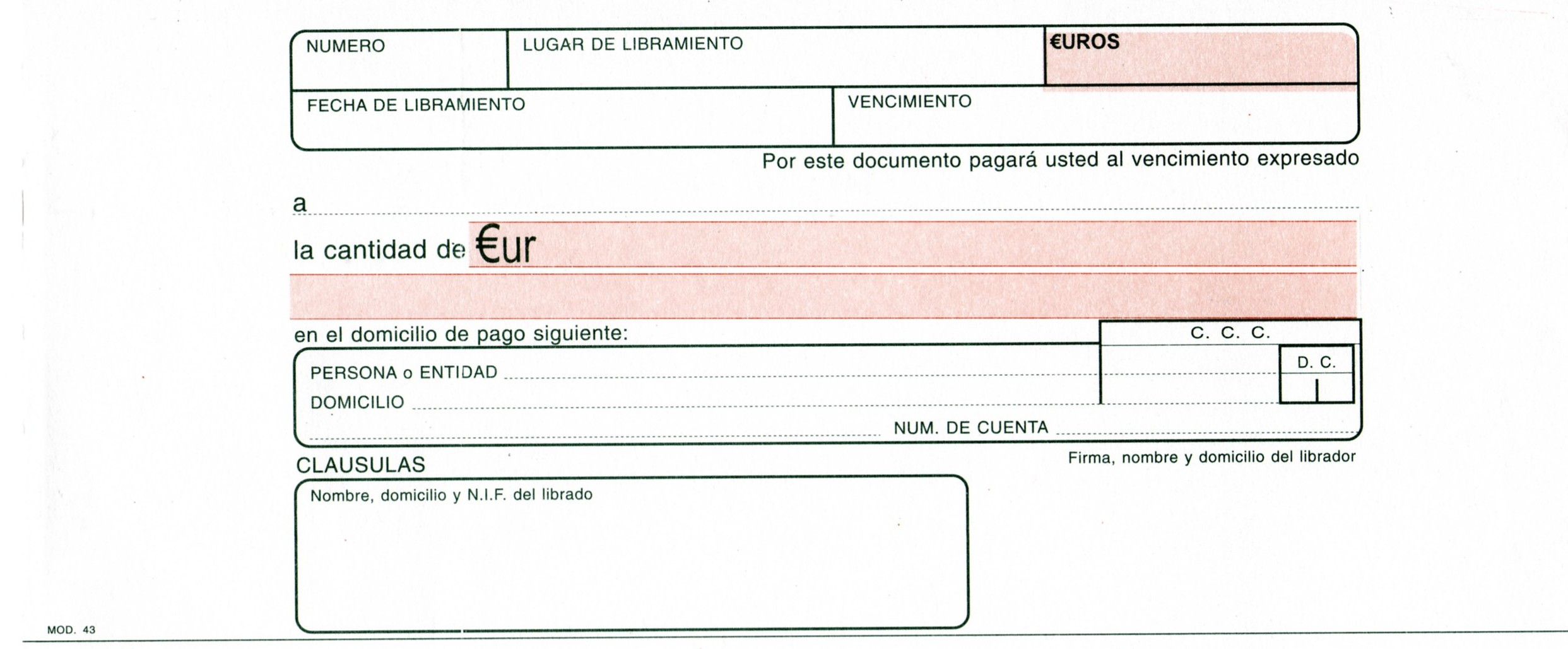
歐洲一家銀行提款時的提款單

在德國、日本等地，銀行主要由產業公司擔任經營者；在其他國家，如美國，非金融機構不得經營銀行。
銀行承擔支付現金、支票兌現、支票託收予客戶的責任。另外也提供客戶其他付款方式，如電匯、終端機以及自動櫃員機（ATM）。
銀行收受以存款、定期存款和發行鈔票與債券類等憑證作為貸款用途。這些貸款，借錢，接受資金存入往來帳戶，接受定期存款和發行的債務證券，如紙幣和債券。銀行的放貸用於貸款給客戶、分期付款、以及投資有價證券和其他貸款用途。
銀行可以提供所有付款服務，對多數公司、個人以及政府而言，銀行帳戶是必備的。其他提供付款服務的非銀行業者，如匯款公司，通常並不視為銀行帳戶的替代者。
銀行存款大部分來自家戶單位、非金融公司，借款對象也多為家戶單位和非金融公司。非銀行業者的貸款人在多數狀況下儼然是銀行替代者，貨幣市場、現金管理信託和其他非銀行金融機構常常能提供借款功能。

## 定義
各國對銀行定義不同，在英國法律中，銀行是經營銀行業務的公司，營業項目包括辦理現金帳戶、兌現支票、支票託收等。
多數英國普通法承認票據交換法，票交法規範包括支票在內的轉讓工具，對於具備此功能的銀行定義如下：銀行是一個法人，不必然為公司，負責承辦銀行業務（第二條）。雖然這個定義很一般，卻有相當的功用。因為這個定義確認法律上以銀行交易（如支票）作為認定基礎，而不是以銀行的組織或管制為依據。
英國普通法不是以規範定義銀行業務，大多以上述定義加以規範。部分英國普通法對於銀行業務或銀行自有一套規約。探討這些定義時，要留意有些定義標準為銀行業務的合法性，但通常合法性並非必要條件。尤其多數定義都基於進入管制和監理的合法性，而不是管制銀行經營實務。然而，這些歸約定義幾乎都反應普通法的定義。舉凡如下：
- “銀行業務”意指收受現金或存款、支付或託收客戶支票、代墊款、以及本法所授權的其他業務（銀行法（新加坡），第二條）。
- “銀行業務”是指以下一项或两项业务：

1. 接收普罗大众存入的活期、定期、储蓄或类似账户资金，这些资金可按要求偿还或在少于……的时间内偿还，或在不超过这一期限内偿还；
2. 支付或代客户收取支票。（香港銀行條例，第二條）。要注意這個定義的例子延伸到收受任何不到3個月的攤還存款，接受港幣1百萬以上、期限長於3個月存款的公司，在香港應視為存款公司，而非銀行。

随着电子转账（EFTPOS）、直接贷记、直接扣款和网上银行的兴起，支票作为支付工具在大多数银行系统中的重要性已经下降。这导致法律研究者建议，应扩大基于支票的定义，将那些为客户管理活期账户并允许客户向第三方付款或接受付款的金融机构包括在内，即使这些机构不处理支票的支付和收取业务。

### 基本业务
银行通过为客户开设支票账户或活期账户，支付客户签发的支票，以及代客户收取支票。此外，银行亦通过其他诸如自动清算、电汇、电子转账以及自动取款机（ATM）的支付方式来实现支付。
银行通过多种方式筹集资金，包括接受活期账户存款、定期存款以及发行银行票据和债券。同时，银行通过为客户的活期账户提供透支服务、发放分期贷款，以及投资于可流通的债券和其他形式的货币贷款来放贷。
银行提供多种支付服务，银行账户被大多数企业和个人认为是必不可少的。提供支付服务的诸如跨境汇款公司等非银行机构通常无法被视为银行账户的充分替代品。
在现代银行体系中，为确保银行能够满足存款支付的需求，监管机构规定了银行必须持有的最低储备金水平。这些储备金可以通过接受新存款、出售其他资产或向其他银行（包括中央银行）借款来获得。

### 渠道
银行提供多种渠道供客户访问银行及其服务：
- 分行：在零售网点进行的面对面银行业务。
- 自动柜员机：可以在银行附近或远离银行的地方使用自动取款机办理业务。
- 邮寄银行服务：部分银行接受通过邮寄方式存入支票，并通过邮件与客户沟通。
- 网上银行：通过互联网进行多种交易。
- 手机银行：使用手机进行银行交易。
- 电话银行：客户通过电话办理交易，可以使用自动语音服务，也可根据需求与电话客服专员交谈。
- 视频银行：通过远程视频和音频连接完成银行交易或提供专业银行咨询服务。视频银行可通过专用的银行交易设备（VTM）或支持视频会议的银行分行实现。
- 客户经理：主要为私人银行或商业银行服务，客户经理会到客户的住所或办公地点提供服务。

## 廣義商業角色
銀行業務已不僅限於銀行，包括其他商業業務：

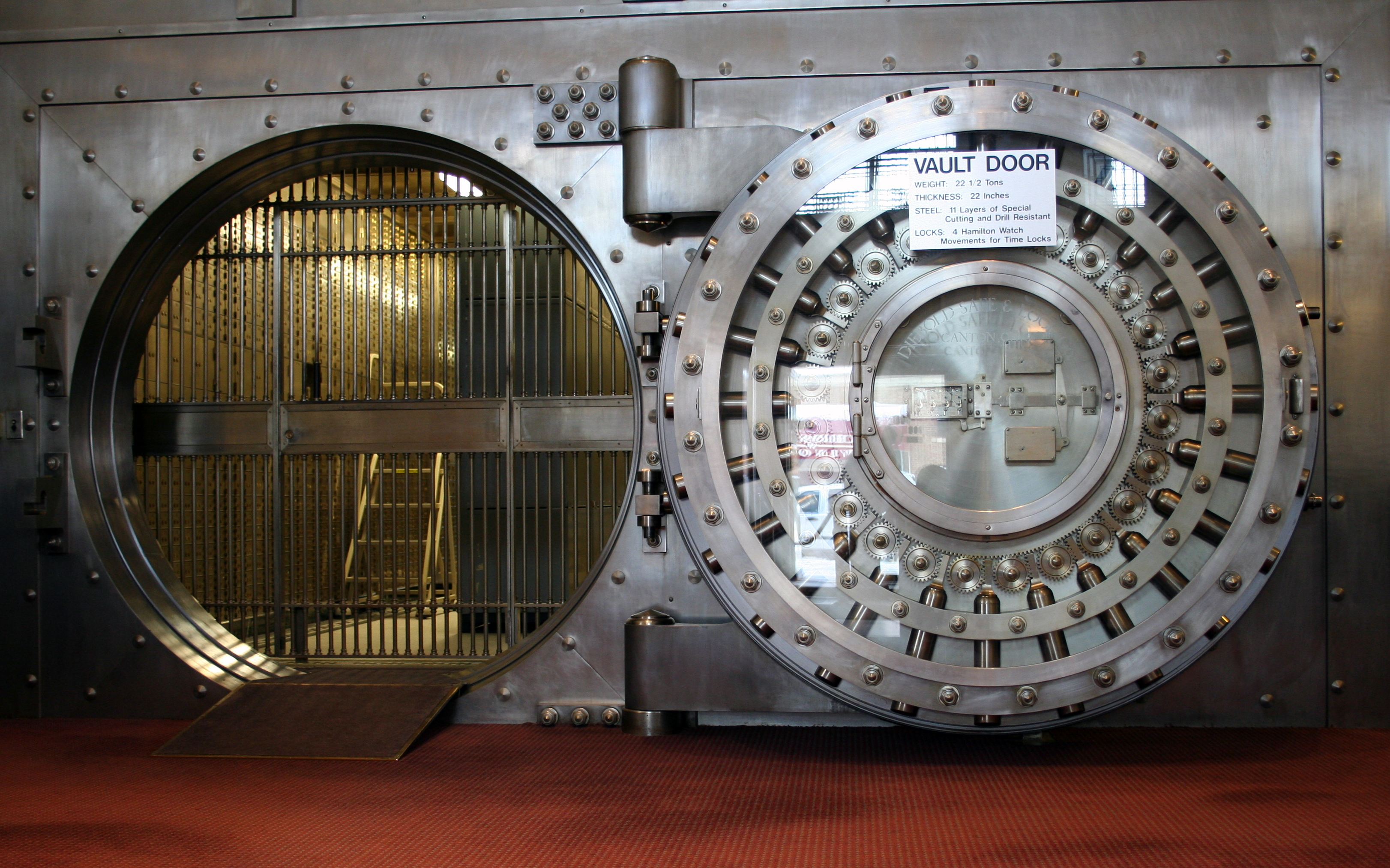
銀行金庫

- 發行紙鈔（由銀行發行，持有者可要求其履行支付義務）
- 經由電匯、終端機、網路銀行或其他方式進行付款
- 發行銀行匯票和支票
- 辦理定期存款
- 預借現金、分期付款或其他類似貸款
- 辦理信用狀開狀和轉開、擔保、履約保證金、證券承銷、和其他表外項目曝險
- 文件擔保與保險箱業務
- 幣別轉換
- 直接或間接銷售、轉介保險、基金和信託業務，或是其他類似金融和投資產品，形成“金融超級市場”

## 經濟功能
銀行的經濟功能包含：
- 以鈔票、和依據客戶指示兌現支票的形式發行貨幣。這些行為產物之所以為貨幣，因為都可以進行轉讓或依約償還，價值和交易效力都視同紙鈔、支票、支付給受款人和銀行的現金
- 款項淨額交割和清算─銀行同時身為客戶的託收機構與付款機制、參與銀行間的清算委託人或代表，以及付款工具。上述功能讓銀行可以預備匯入與匯出互相抵銷後的付款淨額。也可以涵蓋區域性的付款淨額，減少區域不同所造成的清算成本。
- 信用中介機構─擔任背對背借貸款的中間人
- 加強信用品質─銀行的貸款對象通常是公司行號和個人（一般信用品質），本身信用優於這些貸款對象。

## 種類

### 中国大陆
根据中华人民共和国的法律，银行分为
- 中央银行（简称央行，中华人民共和国的央行是中国人民银行，简称人行）
- 商业银行（含农村信用合作社和城市信用合作社）
- 政策性銀行（中国农业发展银行，国家开发银行，中国进出口银行）

### 香港
根據香港的銀行監管機構香港金融管理局的定義，在香港營運的銀行可以分為以下三大類：
1. 持牌銀行：經營往來及儲蓄存款業務；接受公眾任何金額和期限的存款；支付或接受客戶簽發或存入的支票；及不受限制地使用「銀行」之名
2. 有限制持牌銀行：主要從事商人銀行及資本市場活動業務；及可接受50萬港元或以上任何期限的存款
3. 接受存款公司：大部分由銀行擁有或與銀行有聯繫；主要從事私人消費信貸、商業貸款及證券等多種專門業務；及可接受10萬港元或以上，最初存款期最少為3個月的存款

### 澳門
根據1993年頒布的《金融體系法律制度》，澳門的銀行分類為：澳門註冊銀行、外地註冊銀行和郵政儲金局。

### 中華民國

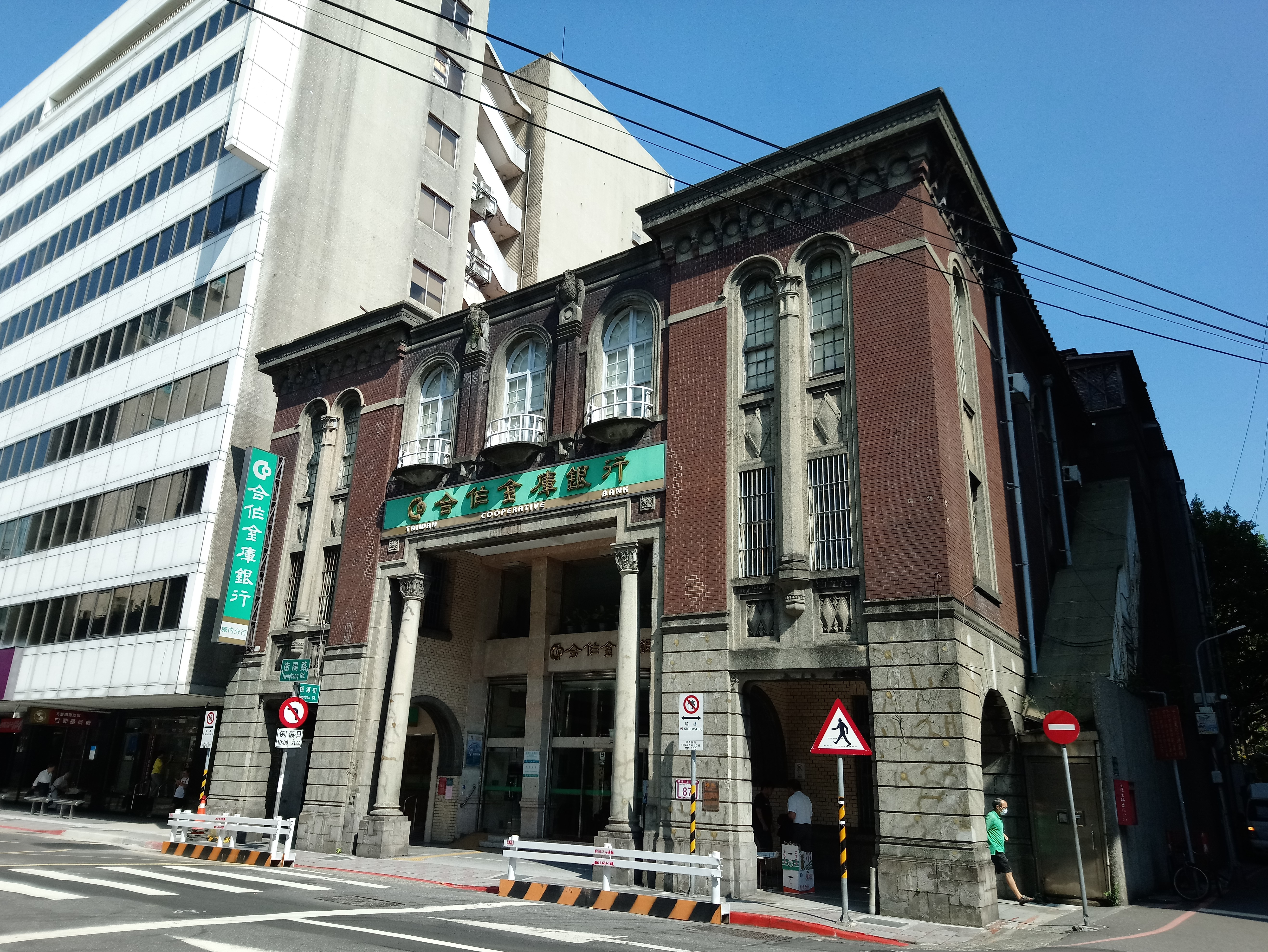
合作金庫城內分行（原臺北信用組合）

根據中華民國銀行法定義，在台灣營運的銀行可以分為以下四大類：
1. 商業銀行：收受支票存款、活期存款、定期存款，供給短期、中期信用為主要任務之銀行。
2. 專業銀行：包括工業銀行、農業銀行、輸出入銀行、中小企業銀行、不動產信用銀行及國民銀行，但目前尚未有申請設立國民銀行者。
3. 信託投資公司：以受託人之地位，按照特定目的，收受、經理及運用信託資金與經營信託財產，或以投資中間人之地位，從事與資本市場有關特定目的投資之金融機構。
4. 外國銀行：依照外國法律組織登記之銀行，經台灣政府認許、依公司法及銀行法登記營業之分行。

此外，根據銀行的背景亦可作以下區分：
- 中央銀行
- 公營銀行
- 私人銀行

## 銀行家
- 是指經營银行業務的企業家

## 世界银行排名
2024年世界银行排名（按资产统计）：
1. 中国工商银行 (Industrial and Commercial Bank of China)
2. 中国农业银行 (Agricultural Bank of China)
3. 中国建设银行 (China Construction Bank)
4. 中国银行 (Bank of China)
5. 摩根大通 (JPMorgan Chase)
6. 美国银行 (Bank of America Corporation)
7. 滙豐控股 (HSBC Holdings)
8. 法国巴黎银行 (BNP Paribas)
9. 三菱日联金融集团 (Mitsubishi UFJ Financial Group)
10. 法国农业信贷银行 (Credit Agricole)
11. 中国邮政储蓄银行（Postal Savings Bank of China）
12. 花旗银行 (Citigroup)
13. 三井住友金融集团 (Sumitomo Mitsui Financial Group)
14. 桑坦德銀行 (Banco Santander)
15. 交通銀行 (Bank of Communications)
16. 富国银行集团 (Wells Fargo)
17. 瑞穗金融集團 (Mizuho Financial Group)
18. 巴克莱银行 (Barclays)
19. 法國興業銀行 (Societe Generale)
20. 瑞銀集團 (UBS)

## 另見
- 四大银行